# Supercoppa Primavera 2022
La Supercoppa Primavera 2022 è stata la diciannovesima edizione della competizione, che si è disputata il 25 gennaio 2023 allo stadio Brianteo di Monza. A sfidarsi sono state l'Inter e la Fiorentina, vincitrici rispettivamente del Campionato e della Coppa Italia nella stagione 2021-22. Ad imporsi è stata la Fiorentina, che ha battuto l'Inter per 2-1 e ha conquistato il trofeo per la terza volta nella sua storia.

## Tabellino
| Arbitro: | Scatena (Avezzano) |

|           |           |                        |
| Owusu 75’ | Marcatori | 11’ Amatucci 25’ Berti |

| Inter | Fiorentina |